# Szudzso

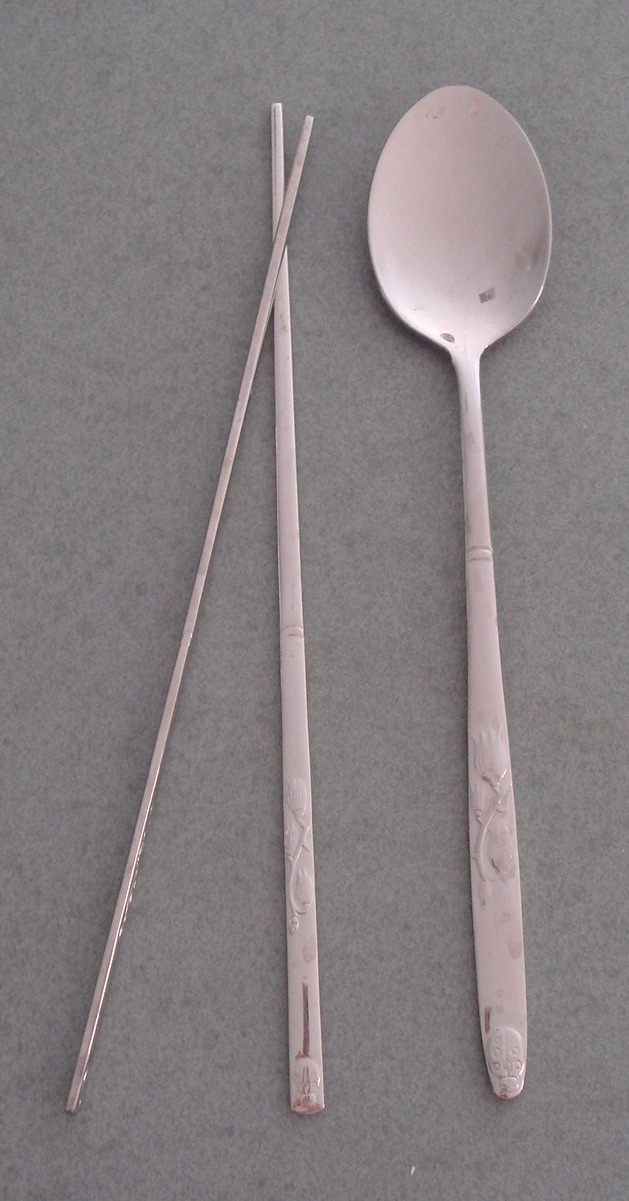
szudzso

A szudzso (hangul: 수저) a koreai evőeszközök, azaz a kanál (숟가락, szutkarak) és az evőpálcika (젓가락, csotkarak) együttesét jelenti. A szudzso egyszerre kerül az asztalra és a kínai illetve japán szettekkel ellentétben általában rozsdamentes acélból készül. Az ajándékba adott szettek ezüstből készülnek, régen az ezüst szudzso a nemesek kiváltsága volt. A szudzso használatához számos etikettszabály tartozik.

## Szokások
A koreai evőpálcika különbözik mind a japán, mind a kínai pálcikáktól, rövidebb mint a kínai és nem olyan hegyes, mint a japán, ezen felül pedig picit lapított is. A legenda szerint azért készült ezüstből, mert a koreai királyok ezzel próbálták meg kiszűrni a mérgezett ételt, az ezüst evőeszköz ugyanis „reakcióba lépett” a mérgekkel. Gyakran díszítik az evőpálcika vastagabbik végét motívumokkal. A pálcikát és a kanalat az erre szolgáló tartóra kell helyezni, de a pálcika nem lehet a kanál bal oldalán, ez ugyanis a csesza során bemutatott halotti ételáldozatra emlékeztet. A pálcikát – ahogy a legtöbb ázsiai kultúrában – tilos az ételbe szúrni, szintén a halotti ételáldozatok miatt. A kanalat, mely hosszabb és laposabb, mint a nyugaton ismert, kizárólag leves, rizs és ragu elfogyasztásához használják, pancshant nem szabad enni vele. Egyszerre nem illik egy kézben tartani a kanalat és az evőpálcikát és kerülni kell a zajcsapást a szudzsóval. Közös tálból evéskor meg kell bizonyosodni, hogy a kanálon és a pálcikákon nincs ételmaradék, mielőtt újabb adagot vesz az étkező. A hagyomány szerint a fiatalabbak addig nem nyúlnak az evőeszközökhöz, amíg az idősebbek el nem kezdenek enni, és addig nem fejezik be az étkezést, amíg az idősek még esznek.